# Zack Gibson
Pour l’article homonyme, voir Gibson.
Jack Rea (né le 8 août 1990 à Liverpool) est un catcheur britannique. Il travaille actuellement à la World Wrestling Entertainment dans la division NXT sous le nom de Zack Gibson.

## Jeunesse
Rea étudie la comptabilité et la finance à l'université de Liverpool John Moores qu'il quitte en 2011 après avoir obtenu un diplôme. 

## Biographie

### Débuts et diverses fédérations  (2009-2018)
Jack Rea apprend le catch auprès d'Alex Shane et Andy Baker commence sa carrière en 2009 à la FutureShock Wrestling sous le nom de Zack Diamond. 

### Revolution Pro Wrestling (2017-2018)
Lors de son premier match à la Revolution Pro Wresting, Gibson fut battu par Trent Seven.

### World Wrestling Entertainment (2018-...)

#### NXT UK et NXT UK Tag Team Champions (2018-2020)
Le 16 mai 2018, il participe au WWE United Kingdom Championship Tournament (2018), qu'il remporte en battant Travis Banks en finale.
Le 12 janvier 2019 lors de NXT UK Takeover Blackpool, James Drake et lui battent Moustache Mountain et remportent les NXT UK Tag Team Championship.

#### NXT (2020-...)
Lors de NXT TakeOver: Vengeance Day, ils perdent contre MSK en finale du Dusty Tag Team Classic.

## Palmarès
- 5 Star Wrestling
  - 1 fois 5 Star: Real World Champion

- Attack! Pro Wrestling
  - 1 fois Attack! Pro Wrestling 24/7 Champion avec Sam Bailey

- Britannia Wrestling Promotions
  - 1 fois PWI:BWP World Catchweight Champion
  - One Night Tournament (2011)

- FutureShock Wrestling
  - 3 fois FSW Champion
  - Lotto-Thunder Tournament (2013)
  - FSW Trophy Tournament (2015)

- Grand Pro Wrestling
  - 1 fois GPW Heavyweight Champion avec Sean Daniels, James Drake, Axl Rage et Dave Rayne
  - 2 fois GPW British Champion
  - Thunderbrawl (2018)

- Insane Championship Wrestling
  - 1 fois ICW Zero-G Champion

- New Generation Wrestling
  - 1 fois NGW Tag Team Champion avec Sam Bailey

- Over the Top Wrestling
  - 1 fois OTT Tag Team Champion avec Charlie Sterling et Sha Samuels

- Progress Wrestling
  - 2 fois Progress Tag Team Champion avec James Drake

- World Wrestling Entertainment
  - 1 fois NXT UK Tag Team Championship avec James Drake (premier)
  - WWE United Kingdom Championship Tournament (2018)